# Determinismo biológico

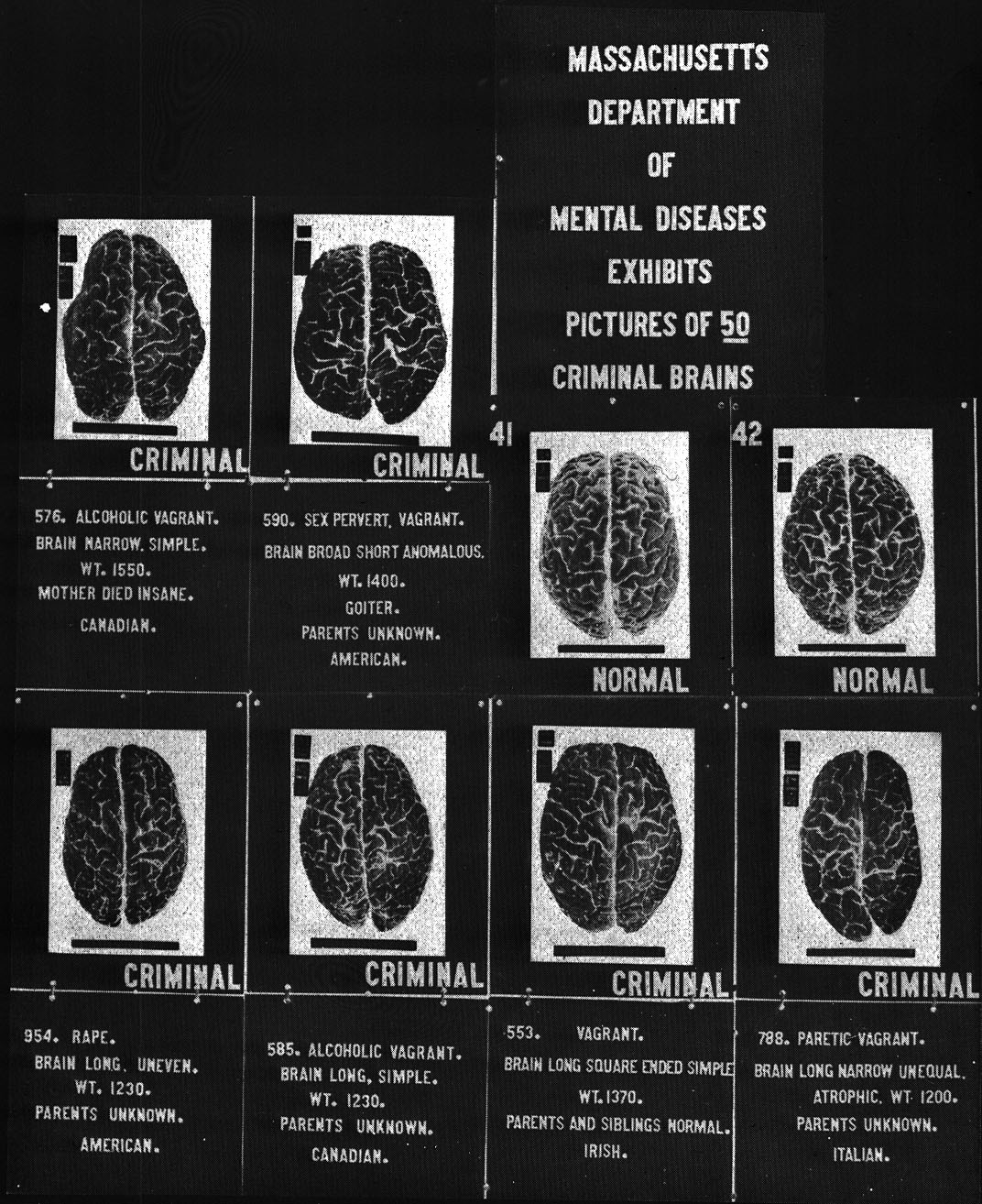
Imagen de la década de 1920 que intenta asociar los tipos de cerebro con la conducta delictiva.

El determinismo biológico, en sociología, filosofía de la ciencia y biología, describe la creencia de que el comportamiento humano es controlado por los genes de un ser humano.
El determinismo biológico afirmaría que tanto las normas de conducta compartidas como las diferencias sociales y económicas que existen entre los grupos derivan de ciertas diferencias heredadas innatas, y que en este sentido, la sociedad constituye un reflejo fiel de la biología. El determinismo biológico habría desempeñado un papel negativo en la explicación y creación de conceptos como la raza, el género y la sexualidad.
El determinismo biológico se plantea hoy en términos de determinismo genético, un conjunto de teorías que defienden la posibilidad de dar respuestas últimas al comportamiento de los seres vivos a partir de su estructura genética. Por lo tanto, la conducta, tanto de los animales como del ser humano, obedece a formas que han sido necesarias para la supervivencia de sus genes, y que se extienden a complejos sistemas sociales adaptados a su más favorable proceso evolutivo.
El consenso científico es que actualmente no hay pruebas para el determinismo biológico estricto en las ciencias biológicas y psicológicas. Los rasgos físicos y comportamientos son fenotipos ya que son el resultado de interacciones complejas entre la biología y el medio ambiente.

## Historia
En 1889, el biólogo evolutivo alemán August Weismann propuso en su teoría del germoplasma que la información hereditaria se transmite solo a través de células germinales, que pensaba que contenían determinantes (genes). El erudito inglés Francis Galton, suponiendo que se heredaban rasgos indeseables como el pie zambo y la criminalidad, defendía la eugenesia, con el objetivo de evitar que se reprodujeran personas supuestamente defectuosas. El médico estadounidense Samuel George Morton y el médico francés Paul Broca intentaron relacionar la capacidad craneal (volumen interno del cráneo) con el color de la piel, con la intención de demostrar que los blancos eran superiores. Otros trabajadores como los psicólogos estadounidenses H. H. Goddard y Robert Yerkes intentaron medir la inteligencia de las personas y demostrar que los puntajes resultantes eran heredables, nuevamente para demostrar la supuesta superioridad de las personas de piel blanca.
Galton popularizó la frase "naturaleza y crianza", que luego se usó a menudo para caracterizar el acalorado debate sobre si los genes o el medio ambiente determinaban el comportamiento humano.

### Sociobiología
El biólogo estadounidense E. O. Wilson fundó la disciplina de la sociobiología, basada en observaciones de animales como los insectos sociales, sugiriendo de manera controvertida que sus explicaciones del comportamiento social podrían aplicarse a los humanos.

## Críticas al determinismo

### No está en los genes- Lewontin, Rose y Kamin
El determinismo biológico, es tachado por R.C. Lewontin, Steven Rose, Leon J. Kamin en No está en los genes (1987), como directo sucesor intelectual del Leviatán (1651) de Thomas Hobbes (1588-1679) y de su célebre máxima: “homo homini lupus”, “el hombre es un lobo para el hombre”, quien anteponiendo los intereses individuales a los colectivos contribuyó en gran medida al establecimiento de las bases de la sociedad burguesa, sustentadas en la competitividad, el egocentrismo, la desconfianza y la depredación humana; hechos naturales e inevitables para Hobbes, puesto que según él la estructura biológica del hombre así lo determina.

### Determinismo biológico y darwinismo social
Para Pankaj Mehta, profesor de la Universidad de Boston, la historia está plagada de ejemplos aterradores acerca del abuso de la teoría de la evolución para justificar la dominación y la desigualdad y con los estudios genéticos estaríamos viviendo una nueva época de auge del determinismo biológico y del darwinismo social. Para este autor la relación entre genética y determinismo es antigua y, por ejemplo uno de los institutos de investigación genética más importantes, cuyo origen fue eugenésico, es el Cold Spring Harbor Laboratory. Estaríamos viviendo el principio de la era genómica unido a una nueva Gilded Age en la que una pequenísima élite global (no más del 1% frente al 99% restante) tiene el poder y la riqueza para dominar el mundo, que, aunque no precisa justificación, alude, a presupuestos deterministas genéticos. El concepto de heredabilidad es útil pero es una abstracción que depende por completo de los modelos estadísticos utilizados en su definición -con las premisas y prejuicios subyacentes-.

#### El concepto de heredabilidad y los GWAS
Pankaj lo explica así. Los nuevos estudios basados en la secuenciación genética confirman las similitudes entre humanos en el 99,9%, con diferencias del 0,1% del ADN que explicarían variaciones en el color de la piel, la estatura y la propensión a enfermar. No hay dudas acerca de la existencia de una relación entre los genes y las características observables establecidas por las leyes de Mendel sobre la herencia. Por lo tanto hay una clara correlación entre información genética o genotipo y rasgos observables o fenotipo. Los factores ambientales tienen poca influencia sobre la mayoría de los rasgos mendelianos. Sin embargo también sabemos que las leyes de Mendel no son aplicables a la mayoría de los rasgos y enfermedades. Así casi todos los fenotipos emergen de interacciones extremadamente complejas entre los genes múltiples (loci) y el medio ambiente. Es decir, para muchos rasgos no existe una correspondencia simple entre genotipo y fenotipo.
El Estudio de asociación del genoma completo (GWAS) pretende resolver ese problema y es un elemento básico de la moderna genética de poblaciones. El propósito de los GWAS es relacionar la variación genotípica con la variancia fenotípica que se expresaría mediante el concepto de heredabilidad que se define como la fracción de la variación fenotípica que podemos atribuir a la variación genética (heredabilidad igual a cero significa que toda la variancia fenotípica es medioambiental, mientras que una heredabilidad igual a uno significa que es por completo genética).
Como señala Richard Lewontin hay problemas en la selección de poblaciones:

La relevancia misma de la naturaleza física del medio ambiente viene determinada por los propios organismos (…). Una bacteria que vive en un líquido no siente la gravedad puesto que es muy pequeña (…) pero su tamaño está determinado por sus genes, de modo que la diferencia genética que hay entre nosotros y la bacteria es lo que determina que la fuerza de la gravedad sea relevante para nosotros.

Habría muchos ejemplos donde la heredabilidad queda sujeta más al medio ambiente que a los genes. Por ejemplo el coeficiente de inteligencia (CI) donde los estudios muestran un largo y sostenido aumento en las puntuaciones de CI durante el siglo XX (el llamado efecto Flynn), revelando así la enorme importancia de la influencia entorno en comparación con la de la genética en la determinación del CI.

#### Utilización del determinismo biológico por el neoliberalismo
Para Pankaj, a pesar del limitado éxito del Estudio de asociación del genoma completo -que no llegan ni a explicar la estatura-, los deterministas biológicos se muestran arrogantes y pretenden que se podrá en un futuro explicar con las bases genéticas de rasgos mal definidos, temporalmente variables y de difícil cuantificación como la inteligencia, la agresividad o las preferencias políticas. Como hay observación considerada científica el determinismo biológico puede parecer plausible -además nadie duda de que los elementos constitutivos más básicos de un organismo están codificados en su material genético y que la evolución ha dado forma a esos genes mediante algún tipo de combinación de variabilidad y selección genéticas- pero querer explicar el comportamiento humano es claramente descabellado. Nigel Goldenfeld y Leo Kadanoff resaltan la importancia de las propiedades emergentes del sistema en su conjunto para su comprensión y la inutilidad de explicaciones de inferior rango -teoría de sistemas-. No puede reducirse la propiedad de un ser vivo a sus genes. En otros campos Engels y Karl Marx sostuvieron la misma opinión en relación con la cantidad y la cualidad, así Marx señaló que a partir de cierto punto, las diferencias meramente cuantitativas pasan a constituir cambios cualitativos.
Actualmente las grandes empresas obtienen grandes beneficios y una pequeña elite acumula enormes cantidades de riqueza y la desigualdad alcanza niveles cercanos a los de denominada Gilded Age. Las contradicciones existentes del capitalismo y del capitalismo neoliberal según Pankaj, se hacen cada vez más evidentes -no hay igualdad de oportunidades, ni mérito, ni derechos democráticos reales-. Aparece entonces el determinismo biológico que ofrece explicaciones científicas para dar cuenta de las contradicciones de civilización creadas por el capitalismo. Si todas las explicaciones se reducen a la genética -lo cual es cierto en algunos aspectos-, entonces ya no tenemos que pensar en razones sociales, económicas, políticas, etc.
Señala Pankaj que el crítico literario Roberto Schwarz ya señaló que el determinismo biológico es una ilusión socialmente necesaria bien fundada en la mera apariencia. Y como, a semejanza del arte y la literatura, la ciencia refleja el proceso social al que debe su existencia. Los científicos heredan los prejuicios de las sociedades en las que viven y trabajan.
Según Pankaj en ningún otro lugar esto resulta más evidente que La encarnación moderna del determinismo biológico, con sus supuestos decididamente neoliberales acerca de los humanos y las sociedades es el culmen de ese planteamiento. El abuso de la genética y de la teoría de la evolución -el darwinismo social-  han justificado la dominación y la desigualdad; la esclavitud y el colonialismo, las explicaciones científicas de la violación y el patriarcado y las explicaciones genéticas de la superioridad inherente de la elite gobernante. En la era genómica en la que nos encontraríamos habría que vigilar que la genética no justifique los desafueros del neoliberalismo.